# СРСР на літніх Олімпійських іграх 1976
СРСР на літніх Олімпійських іграх 1976 був представлений Олімпійським комітетом СРСР. Збірна СРСР виграла медалі у 20 видах спорту, із них золото — у 14 видах: у боротьбі, спортивній гімнастиці, легкій та важкій атлетиці, фехтуванні, дзюдо, велоспорті, веслуванні на байдарках та каное, академічному веслуванні, баскетболі, плаванні, стрільбі, стрибках у воду та гандболі. Також були завойовані медалі у боксі, волейболі, вітрильному спорті, сучасному п'ятиборстві, футболі та стрільбі з лука. Баскетболістки СРСР стали першими олімпійськими чемпіонками в історії, так само як і радянські гандболістки, гандболісти виграли золото вперше, чоловіча та жіноча збірні з волейболу взяли срібло, баскетболісти та футболісти — бронзу. Перше в історії золото у жіночих стрибках у воду дісталося радянській спортсменці Олені Вайцеховській.
Олімпійські ігри стали успішними для борців, які здобули 12 золотих медалей, а вільники Іван Яригін та Леван Тедіашвілі та греко-римлянин Валерій Резанцев стали дворазовими олімпійськими чемпіонами. Добре виступили гімнасти: Микола Адріанов завоював 4 золота (абсолютну першість, кільця, опорний стрибок та вільні вправи), ставши п'ятиразовим олімпійським чемпіоном; Людмила Турищева та Ольга Корбут стали чотириразовими олімпійськими чемпіонками, Неллі Кім здобула 3 золота (командні змагання, вільні та опорний), Ельвіра Сааді виграла своє друге золото. Також добре виступили важкоатлети, які взяли 7 золотих медалей, серед них Василь Алексєєв став дворазовим чемпіоном олімпійських ігор. Байдарочники та каноїсти виграли 6 золотих нагород, як і на попередній Олімпіаді, а 2 золота взяли каноїсти Сергій Петренко та Олександр Виноградов. 4 золота принесли легкоатлети — Тетяна Казанкіна виграла забіги на 800 та 1500 м, а Віктор Санєєв став триразовим олімпійським чемпіоном, здобувши золото у потрійному стрибку. 3 золота взяли фехтувальники, Олена Бєлова довела кількість своїх олімпійських перемог до 4, Віктор Сідяк став триразовим олімпійським чемпіоном, Володимир Назлимов та Едуард Винокуров стали дворазовими чемпіонами олімпіад, Віктор Кровопусков завоював у Монреалі 2 золоті медалі.

## Медалісти
| Вид спорту                  | Спортсмени | Спортсмени | Спортсмени | Змагання | Змагання | Місця           | Місця           | Місця           | Місця           | Місця           | Місця           | Медалі          | Місця з 1-6     | Очки            |
| Вид спорту                  | Муж        | Чол        | Усього     | Участь   | Усього   |                 |                 |                 | 4               | 5               | 6               | Медалі          | Місця з 1-6     | Очки            |
| --------------------------- | ---------- | ---------- | ---------- | -------- | -------- | --------------- | --------------- | --------------- | --------------- | --------------- | --------------- | --------------- | --------------- | --------------- |
| Баскетбол                   | 12         | 12         | 24         | 2        | 2        | 1               |                 | 1               |                 |                 |                 | 2               | 2               | 11              |
| Бокс                        | 11         |            | 11         | 11       | 11       |                 | 1               | 4               |                 |                 |                 | 5               | 5               | 19              |
| Боротьба вільна             | 10         |            | 10         | 10       | 10       | 5               | 3               |                 | 1               |                 | 1               | 8               | 10              | 54              |
| Боротьба класична           | 10         |            | 10         | 10       | 10       | 7               | 2               | 1               |                 |                 |                 | 10              | 10              | 63              |
| Боротьба дзюдо              | 6          |            | 6          | 6        | 6        | 2               | 2               | 1               |                 |                 |                 | 5               | 5               | 27,5            |
| Велоспорт                   | 12         |            | 12         | 6        | 6        | 1               | 1               |                 | 1               | 2               |                 | 2               | 5               | 19              |
| Водне поло                  | 11         |            | 11         | 1        | 1        |                 |                 |                 |                 |                 |                 |                 |                 | 0               |
| Волейбол                    | 12         | 12         | 24         | 2        | 2        |                 | 2               |                 |                 |                 |                 | 2               | 2               | 10              |
| Гандбол                     | 14         | 14         | 28         | 2        | 2        | 2               |                 |                 |                 |                 |                 | 2               | 2               | 14              |
| Спортивна гімнастика        | 6          | 6          | 12         | 14       | 14       | 7               | 8               | 2               | 2               | 3               | 2               | 17              | 24              | 110             |
| Академічне веслування       | 31         | 24         | 55         | 14       | 14       | 1               | 4               | 4               | 2               | 1               |                 | 9               | 12              | 51              |
| Гребля на байдарках і каное | 12         | 3          | 15         | 11       | 11       | 6               | 3               |                 |                 | 1               | 1               | 9               | 11              | 60              |
| Кінний спорт                | 7          |            | 7          | 4        | 6        |                 |                 |                 | 1               | 1               | 1               |                 | 3               | 6               |
| Легка атлетика              | 39         | 31         | 70         | 33       | 37       | 4               | 4               | 10              | 3               | 4               | 4               | 18              | 29              | 109             |
| Вітрильний спорт            | 12         |            | 12         | 6        | 6        |                 | 2               |                 | 2               | 1               |                 | 2               | 5               | 18              |
| Плавання                    | 20         | 11         | 31         | 25       | 26       | 1               | 3               | 5               | 3               | 3               | 3               | 9               | 18              | 60              |
| Стрибки у воду              | 6          | 5          | 11         | 4        | 4        | 1               |                 | 2               | 1               |                 | 1               | 3               | 5               | 19              |
| Сучасне п'ятиборство        | 3          |            | 3          | 2        | 2        |                 | 1               |                 |                 |                 |                 | 1               | 1               | 5               |
| Стрільба                    | 13         |            | 13         | 7        | 7        | 1               | 1               | 1               | 1               | 1               |                 | 3               | 5               | 21              |
| Стрільба з лука             | 1          | 2          | 3          | 2        | 2        |                 | 1               | 1               |                 | 1               |                 | 2               | 3               | 11              |
| Важка атлетика              | 9          |            | 9          | 8        | 9        | 7               | 1               |                 |                 |                 |                 | 8               | 8               | 54              |
| Фехтування                  | 13         | 5          | 18         | 8        | 8        | 3               | 2               | 2               | 2               | 1               |                 | 7               | 10              | 47              |
| Футбол                      | 15         |            | 15         | 1        | 1        |                 |                 | 1               |                 |                 |                 | 1               | 1               | 4               |
| Хокей на траві              |            |            |            | —        | 1        | не брали участь | не брали участь | не брали участь | не брали участь | не брали участь | не брали участь | не брали участь | не брали участь | не брали участь |
| Усього                      | 285        | 125        | 410        | 189      | 198      | 49              | 41              | 35              | 19              | 19              | 13              | 125             | 176             | 792,5           |

| Медаль | Спортсмен | Вид спорту                       | Дисципліна                                              |
| ------ | --- | -------------------------------- | ------------------------------------------------------- |
| Золото | Тамара Даунєне Ольга Баришева Тетяна Захарова Надія Захарова Наталя Климова Раїса Курв'якова Тетяна Овечкіна Уляна Ольга Сухарнова Неллі Ферябнікова Ангеле Рупшене Надія Шуваєва                                                                          | Баскетбол                        | Жінки                                                   |
| Золото | Володимир Юмін | Боротьба вільна                  | До 57 кг                                                |
| Золото | Павло Пінігін | Боротьба вільна                  | До 68 кг                                                |
| Золото | Леван Тедіашвілі | Боротьба вільна                  | До 90 кг                                                |
| Золото | Іван Яригін | Боротьба вільна                  | До 100 кг                                               |
| Золото | Сослан Андієв | Боротьба вільна                  | Більше 100 кг                                           |
| Золото | Олексій Шумаков | Боротьба греко-римська           | До 48 кг                                                |
| Золото | Віталій Константинов | Боротьба греко-римська           | До 52 кг                                                |
| Золото | Сурен Налбандян | Боротьба греко-римська           | До 68 кг                                                |
| Золото | Анатолій Биков | Боротьба греко-римська           | До 74 кг                                                |
| Золото | Валерій Резанцев | Боротьба греко-римська           | До 90 кг                                                |
| Золото | Микола Балбошин | Боротьба греко-римська           | До 100 кг                                               |
| Золото | Олександр Колчинський | Боротьба греко-римська           | Більше 100 кг                                           |
| Золото | Анатолій Чуканов Володимир Камінський Ааво Піккуус Валерій Чаплигін | Велоспорт                        | Командна шосейна                                        |
| Золото | Олександр Анпілогов Валерій Гассій Юрій Лагутін Юрій Кідяєв Юрій Климов Василій Ільїн Сергій Кушнірюк Михайло Іщенко Володимир Кравцов Володимир Максімов Анатолій Федюкін Миколай Томін Олександр Рєзанов Євген Чернишєв                                  | Гандбол                          | Чоловіки                                                |
| Золото | Любов Бережна Людмила Бобрусь Тетяна Глущенко Галина Захарова Лариса Карлова Марія Литошенко Гецко-Лобова Ніна Тетяна Макарець Людмила Панчук Зінаїда Турчина Алдона Чесайтіте Рафіга Шабанова Наталія Шерстюк Людмила Шубіна                              | Гандбол                          | Жінки                                                   |
| Золото | Микола Андріанов | Спортивна гімнастика             | Чоловіки, багатоборство, особиста першість              |
| Золото | Микола Андріанов | Спортивна гімнастика             | Чоловіки, вільні вправи                                 |
| Золото | Микола Андріанов | Спортивна гімнастика             | Чоловіки, кільця                                        |
| Золото | Микола Андріанов | Спортивна гімнастика             | Чоловіки, опорний стрибок                               |
| Золото | Світлана Гроздова Неллі Кім Ольга Корбут Ельвіра Сааді Марія Філатова Людмила Турищева | Спортивна гімнастика             | Жінки, командні змагання                                |
| Золото | Неллі Кім | Спортивна гімнастика             | Жінки, вільні вправи                                    |
| Золото | Неллі Кім | Спортивна гімнастика             | Жінки опорний стрибок                                   |
| Золото | Володимир Єшинов Микола Іванов Олександр Клепиков Михаил Кузнецов Олександр Лук'янов | Академічне веслування            | Четвірка розстібна з кермовим                           |
| Золото | Володимир Романовський Сергій Нагорний | Веслування на байдарках і каное  | Чоловіки, байдарка-двійка, 1000 м                       |
| Золото | Сергій Чухрай Олександр Дегтярьов Володимир Морозов Юрій Філатов | Веслування на байдарках і каное  | Чоловіки, байдарка-четвірка, 1000 м                     |
| Золото | Олександр Рогов | Веслування на байдарках і каное  | Чоловіки, каное-одинак, 500 м                           |
| Золото | Сергій Петренко Олександр Віноградов | Веслування на байдарках і каное  | Чоловіки, каное-двійка, 500 м                           |
| Золото | Сергій Петренко Александр Виноградов | Веслування на байдарках і каное  | Чоловіки, каное-двійка, 1000 м                          |
| Золото | Ніна Гопова Галина Крефт | Веслування на байдарках і каное  | Жінки, байдарка-двійка, 500 м                           |
| Золото | Володимир Невзоров | Дзюдо                            | До 70 кг                                                |
| Золото | Сергій Новіков | Дзюдо                            | Більше 93 кг                                            |
| Золото | Віктор Санєєв | Легка атлетика                   | Чоловіки, потрійний стрибок                             |
| Золото | Юрій Сєдих | Легка атлетика                   | Чоловіки, метання молота                                |
| Золото | Тетяна Казанкіна | Легка атлетика                   | Жінки, біг 800 м                                        |
| Золото | Тетяна Казанкіна | Легка атлетика                   | Жінки, біг 1500 м                                       |
| Золото | Марина Кошевая | Плавание                         | Жінки, 200 м, брасс                                     |
| Золото | Олена Вайцехівська | Стрибки у воду                   | Жінки, вежа                                             |
| Золото | Олександр Газов | Стрельба                         | Малокаліберна гвинтівка, «кабан, що біжить»             |
| Золото | Олександр Воронін | Важка атлетика                   | До 52 кг                                                |
| Золото | Микола Колесников | Важка атлетика                   | До 60 кг                                                |
| Золото | Петро Король | Важка атлетика                   | До 67,5 кг                                              |
| Золото | Валерій Шарій | Важка атлетика                   | До 82,5 кг                                              |
| Золото | Давид Рігерт | Важка атлетика                   | До 90 кг                                                |
| Золото | Юрій Зайцев | Важка атлетика                   | До 110 кг                                               |
| Золото | Василь Алексєєв | Важка атлетика                   | Більше 110 кг                                           |
| Золото | Віктор Кровопусков | Фехтування                       | Чоловіки, шабля, особиста першість                      |
| Золото | Едуард Винокуров Михайло Бурцев Віктор Кровопусков Володимир Назлимов Віктор Сидяк | Фехтування                       | Чоловіки, шабля, командні змагання                      |
| Золото | Олена Белова Найля Гілязова Ольга Князєва Валентина Ніконова Валентина Сидорова | Фехтування                       | Жінки, рапіра, командні змагання                        |
| Срібло | Руфат Рискієв | Бокс                             | До 75 кг                                                |
| Срібло | Роман Дмитриїв | Боротьба вільна                  | До 48 кг                                                |
| Срібло | Олександр Іванов | Боротьба вільна                  | До 52 кг                                                |
| Срібло | Віктор Новожилов | Боротьба вільна                  | До 82 кг                                                |
| Срібло | Нельсон Давидян | Боротьба греко-римська           | До 62 кг                                                |
| Срібло | Володимир Чебоксаров | Боротьба греко-римська           | До 82 кг                                                |
| Срібло | Володимир Осокін Віталій Петраков Олександр Перов Віктор Соколов | Велоспорт                        | Чоловіки, гонка переслідування 400 м, командні змагання |
| Срібло | Володимир Дорохов Анатолій Єрмілов В'ячеслав Зайцев Володимир Кондра Олег Молибога Анатолій Поліщук Олександр Савін Павло Селіванов Юрій Старунський Володимир УлановВолодимир Чернишов Єфим Чулак                                                         | Волейбол                         | Чоловіки                                                |
| Срібло | Лариса Берген Ольга Козакова Наталія Кушнір Лілія Осадча Ніна Мурадян Ніна Смолєєва Щетініна Людмила Ганна Мазур Любов Рудовська Інна Рискаль Людмила Чернишова Зоя Юсова                                                                                  | Волейбол                         | Жінки                                                   |
| Срібло | Олександр Дитятін Микола Андріанов Геннадій Крисін Володимир Маркелов Володимир Марченко Володимир Тихонов | Спортивна гімнастика             | Чоловіки, командні змагання                             |
| Срібло | Володимир Марченко | Спортивна гімнастика             | Чоловіки, вільні вправи                                 |
| Срібло | Олександр Дитятин | Спортивна гімнастика             | Чоловіки, кільця                                        |
| Срібло | Микола Андріанов | Спортивна гімнастика             | Чоловіки, бруси                                         |
| Срібло | Неллі Кім | Спортивна гімнастика             | Жінки, багатоборство, особиста першість                 |
| Срібло | Людмила Турищева | Спортивна гімнастика             | Жінки, вільні вправи                                    |
| Срібло | Людмила Турищева | Спортивна гімнастика             | Жінки опорний стрибок                                   |
| Срібло | Ольга Корбут | Спортивна гімнастика             | Жінки, колода                                           |
| Срібло | Дмитро Бехтерєв Юрій Лоренцсон Юрій Шуркалов | Академічне веслування            | Чоловіки, двійка розстібна з кермовим                   |
| Срібло | Євген Дулєєв Вітаутас Буткус Айварс Лазденієкс Юрій Якимов | Академічне веслування            | Чоловіки, четвірка парна                                |
| Срібло | Анна Кондрашина Ларіса Олександрова Галина Єрмолаєва Міра Брюніна Надія Чернишова | Академічне веслування            | Жінки, четвірка парна з кермовим                        |
| Срібло | Любов Талалаєва Ольга Гузенко Олена Зубко Ольга Колкова Клавдія Коженкова Ольга Пуговська Тараканова Неллі Надія Розгін Надія Рощина | Академічне веслування            | Жінки, вісімка                                          |
| Срібло | Володимир Романовський Сергій Нагорний | Веслування на байдарках та каное | Чоловіки, байдарка-двійка, 500 м                        |
| Срібло | Василь Юрченко | Веслування на байдарках та каное | Чоловіки, каное-одинак, 1000 м                          |
| Срібло | Тетяна Коршунова | Веслування на байдарках та каное | Жінки, байдарка-одиначка, 500 м                         |
| Срібло | Валерій Двойніков | Дзюдо                            | До 80 кг                                                |
| Срібло | Рамаз Харшиладзе | Дзюдо                            | До 93 кг                                                |
| Срібло | Євгеній Миронов | Легка атлетика                   | Чоловіки, штовхання ядра                                |
| Срібло | Олексій Спиридонов | Легка атлетика                   | Чоловіки, метання молота                                |
| Срібло | Тетяна Анісімова | Легка атлетика                   | Жінки, 100 м с/б                                        |
| Срібло | Надія Чижова | Легка атлетика                   | Жінки штовхають ядро                                    |
| Срібло | Андрій Балашов | Вітрильний спорт                 | «Фінн»                                                  |
| Срібло | Владислав Акименко Валентин Манкін | Вітрильний спорт                 | «Темпес»                                                |
| Срібло | Володимир Розкатов Андрій Богданов Сергій Копляков Андрій Крилов | Плавання                         | Чоловіки, 4х200 м, вільний стиль                        |
| Срібло | Любов Русанова | Плавання                         | Жінки, 100 м, брас                                      |
| Срібло | Марина Юрченя | Плавання                         | Жінки, 200 м, брас                                      |
| Срібло | Павло Ледньов | Сучасне п'ятиборство             | Чоловіки, особиста першість                             |
| Срібло | Олександр Кедяров | Стрільба                         | Чоловіки, малокаліберна гвинтівка, кабан, що «біжить»   |
| Срібло | Валентина Ковпан | Стрільба з лука                  | Чоловіки, особиста першість                             |
| Срібло | Вартан Мілітосян | Важка атлетика                   | До 75 кг                                                |
| Срібло | Олександр Романьков | Фехтування                       | Чоловіки, рапіра, особиста першість                     |
| Срібло | Володимир Назлимов | Фехтування                       | Чоловіки, шабля, особиста першість                      |
| Бронза | Іван Єдешко Олександр Бєлов Сергій Бєлов Володимир Арзамасков Михайло Коркія Андрій Макєєв Валерій Милосердов Анатолій Мишкін Олександр Сальников Володимир Ткаченко Алжан Жармухамедов Володимир Жигілій                                                  | Баскетбол                        | Чоловіки                                                |
| Бронза | Давид Торосян | Бокс                             | До 51 кг                                                |
| Бронза | Віктор Рибаков | Бокс                             | До 54 кг                                                |
| Бронза | Василь Соломін | Бокс                             | До 60 кг                                                |
| Бронза | Віктор Савченко | Бокс                             | До 71 кг                                                |
| Бронза | Фархат Мустафін | Боротьба греко-римська           | До 57 кг                                                |
| Бронза | Микола Андріанов | Спортивна гімнастика             | Чоловіки, кінь                                          |
| Бронза | Людмила Турищева | Спортивна гімнастика             | Жінки, багатоборство, особиста першість                 |
| Бронза | Рауль Арнеманн Анушаван Гасан-Джалалов Валерій Долінін Кузнєцов Микола | Академічне веслування            | Чоловіки, четвірка орна без кермового                   |
| Бронза | Олена Антонова | Академічне веслування            | Жінки, одинак                                           |
| Бронза | Елеонора Камінскайте Геновайте Рамошкене | Академічне веслування            | Жінки двійка парна                                      |
| Бронза | Надія Севостьянова Людмила Крохіна Лідія Крилова Анна Пасоха Галина Мішеніна | Академічне веслування            | Жінки, четвірка орна з кермовим                         |
| Бронза | Шота Чочишвілі | Дзюдо                            | відкрита першість                                       |
| Бронза | Валерій Борзов | Легка атлетика                   | Чоловіки, 100 м                                         |
| Бронза | Олександр Аксінін Валерій Борзов Микола Колесніков Юрій Силов | Легка атлетика                   | Чоловіки, 4х100 м                                       |
| Бронза | Євгеній Гавриленко | Легка атлетика                   | Чоловіки, 400 м с/б                                     |
| Бронза | Олександр Баришніков | Легка атлетика                   | Чоловіки, штовхання ядра                                |
| Бронза | Анатолій Бондарчук | Легка атлетика                   | Чоловіки, метання молота                                |
| Бронза | Микола Авілов | Легка атлетика                   | Чоловіки, десятиборство                                 |
| Бронза | Тетяна Пророченко Надія Безфамільна Віра Анісімова Людмила Маслакова | Легка атлетика                   | Жінки, 4х100 м                                          |
| Бронза | Інта Климович Людмила Аксьонова Надія Ільїна Наталія Соколова | Легка атлетика                   | Жінки, 4х400 м                                          |
| Бронза | Наталія Лебедєва | Легка атлетика                   | Жінки, 100 м с/б                                        |
| Бронза | Лідія Алфєєва | Легка атлетика                   | Жінки, стрибки у довжину                                |
| Бронза | Володимир Розкатов | Плавання                         | Чоловіки, 400 м, вільний стиль                          |
| Бронза | Арвідас Юозайтіс | Плавання                         | Чоловіки, 100 м                                         |
| Бронза | Андрій Смірнов | Плавання                         | Чоловіки, 400 м, комплексне плавання                    |
| Бронза | Марина Кошова | Плавання                         | Жінки, 100 м, брас                                      |
| Бронза | Любов Русанова | Плавання                         | Жінки, 200 м, брас                                      |
| Бронза | Олександр Косенков | Стрибки у воду                   | Чоловіки, трамплін                                      |
| Бронза | Володимир Алейник | Стрибки у воду                   | Чоловіки, вишка                                         |
| Бронза | Геннадій Лущиков | Стрільба                         | Чоловіки, малокаліберна гвинтівка, лежачи               |
| Бронза | Зебінісо Рустамова | Стрільба із лука                 | Жінки, особиста першість                                |
| Бронза | Віктор Сидяк | Фехтування                       | Чоловіки, шабля, особиста першість                      |
| Бронза | Олена Бєлова | Фехтування                       | Жінки, рапіра, особиста першість                        |
| Бронза | Володимир Веремєєв Олег Блохін Володимир Астаповський Леонід Буряк Віктор Звягінцев Віктор Колотов Анатолій Коньков Леонід Назаренко Віктор Матвієнко Олександр Мінаєв Володимир Онищенко Володимир Федоров Михайло Фоменко Володимир Трошкін Стефан Решко | Футбол                           |                                                         |

| Ім'я                   | Вид спорту              |   |   |   | Разом |
| ---------------------- | ----------------------- | - | - | - | ----- |
| Микола Андріанов       | Гімнастика              | 4 | 2 | 1 | 7     |
| Неллі Кім              | Гімнастика              | 3 | 1 |   | 4     |
| Людмила Турищева       | Гімнастика              | 1 | 2 | 1 | 4     |
| Тетяна Казанкіна       | Легка атлетика          | 2 |   |   | 2     |
| Віктор Кровопусков     | Фехтування              | 2 |   |   | 2     |
| Сергій Петренко        | Веслування на каное     | 2 |   |   | 2     |
| Олександр Виноградов   | Веслування на каное     | 2 |   |   | 2     |
| Ольга Корбут           | Гімнастика              | 1 | 1 |   | 2     |
| Сергій Нагірний        | Веслування на байдарках | 1 | 1 |   | 2     |
| Володимир Назлимов     | Фехтування              | 1 | 1 |   | 2     |
| Володимир Романовський | Веслування на байдарках | 1 | 1 |   | 2     |
| Марина Кошова          | Плавання                | 1 |   | 1 | 2     |
| Олена Бєлова           | Фехтування              | 1 |   | 1 | 2     |
| Віктор Сідяк           | Фехтування              | 1 |   | 1 | 2     |
| Олександр Дитятін      | Гімнастика              |   | 2 |   | 2     |
| Володимир Марченко     | Гімнастика              |   | 2 |   | 2     |
| Володимир Розкатов     | Плавання                |   | 1 | 1 | 2     |
| Любов Русанова         | Плавання                |   | 1 | 1 | 2     |
| Валерій Борзов         | Легка атлетика          |   |   | 2 | 2     |

### Медалі з видів спорту
| Спорт                       | Золото | Срібло | Бронза | Загалом |
| Борьба                      | 12     | 5      | 1      | 18      |
| Спортивная гимнастика       | 7      | 8      | 2      | 17      |
| Тяжёлая атлетика            | 7      | 1      | 0      | 8       |
| Гребля на байдарках и каноэ | 6      | 3      | 0      | 9       |
| Лёгкая атлетика             | 4      | 4      | 10     | 18      |
| Фехтование                  | 3      | 2      | 2      | 7       |
| Дзюдо                       | 2      | 2      | 1      | 5       |
| Гандбол                     | 2      | 0      | 0      | 2       |
| Академическая гребля        | 1      | 4      | 4      | 9       |
| Плавание                    | 1      | 3      | 5      | 9       |
| Стрельба                    | 1      | 1      | 1      | 3       |
| Велоспорт                   | 1      | 1      | 0      | 2       |
| Прыжки в воду               | 1      | 0      | 2      | 3       |
| Баскетбол                   | 1      | 0      | 1      | 2       |
| Волейбол                    | 0      | 2      | 0      | 2       |
| Парусный спорт              | 0      | 2      | 0      | 2       |
| Бокс                        | 0      | 1      | 4      | 5       |
| Стрельба из лука            | 0      | 1      | 1      | 2       |
| Современное пятиборье       | 0      | 1      | 0      | 1       |
| Футбол                      | 0      | 0      | 1      | 1       |

В особистій першості РРФСР здобула 22 золоті медалі, УРСР 5 медалей, Казахська РСР 5 медалей, Грузинська РСР 2 медалі, Білоруська РСР 2 медалі.

## Результати змагань

### Академічне веслування
До наступного раунду з кожного заїзду проходили кілька найкращих екіпажів (залежно від дисципліни). У фінал A виходили 6 найсильніших екіпажів, ще 6 екіпажів, що вибули у півфіналі, розподіляли місця у малому фіналі B.
Чоловіки
| одинаки | Микола Довгань                   | 2 | 7:28,92 | 1 !colspan="3" rowspan="2" style="background: var(--background-color-interactive, #ececec); color: var(--color-base, #202122); vertical-align: middle; text-align: center; " class="table-na" \| не участвовал   | 2 | 6:58,15 | 2 | Фінал A | Фінал A | 5 |
| одинаки | Микола Довгань                   | 2 | 7:28,92 | 1 !colspan="3" rowspan="2" style="background: var(--background-color-interactive, #ececec); color: var(--color-base, #202122); vertical-align: middle; text-align: center; " class="table-na" \| не участвовал   | 2 | 6:58,15 | 2 | 7:57,39 | 5       | 5 |
| двійки  | Геннадій Кінко </br> Тіїт Хелм'я | 1 | 6:55,57 | 3 \|rowspan="2" colspan="3" style="background: var(--background-color-interactive, #ececec); color: var(--color-base, #202122); vertical-align: middle; text-align: center; " class="table-na" \| не участвовали | 1 | 6:55,08 | 6 | Фінал B | Фінал B | 7 |
| двійки  | Геннадій Кінко </br> Тіїт Хелм'я | 1 | 6:55,57 | 3 \|rowspan="2" colspan="3" style="background: var(--background-color-interactive, #ececec); color: var(--color-base, #202122); vertical-align: middle; text-align: center; " class="table-na" \| не участвовали | 1 | 6:55,08 | 6 | 7:26,27 | 1       | 7 |

### Боротьба вільна

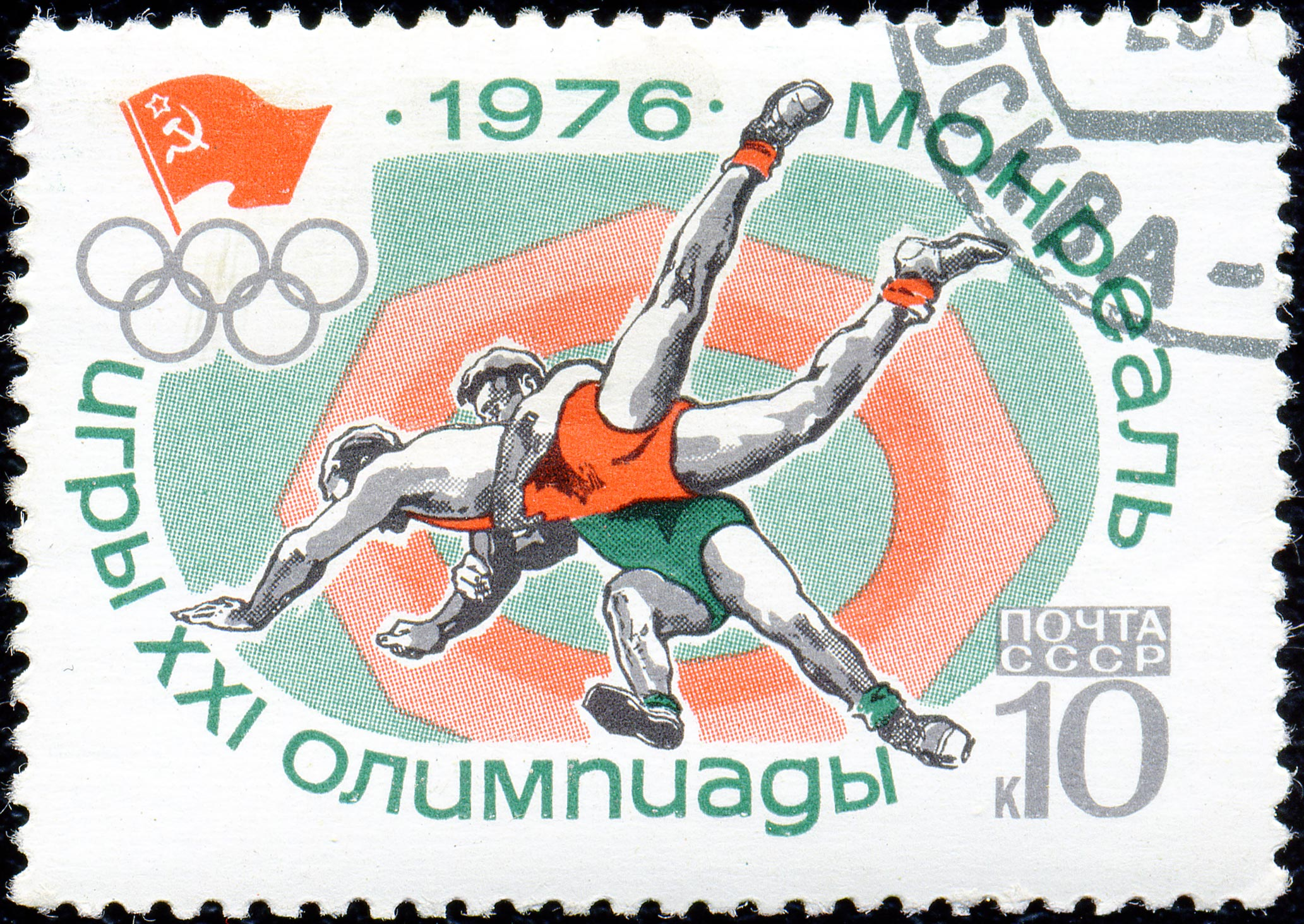

### Баскетбол

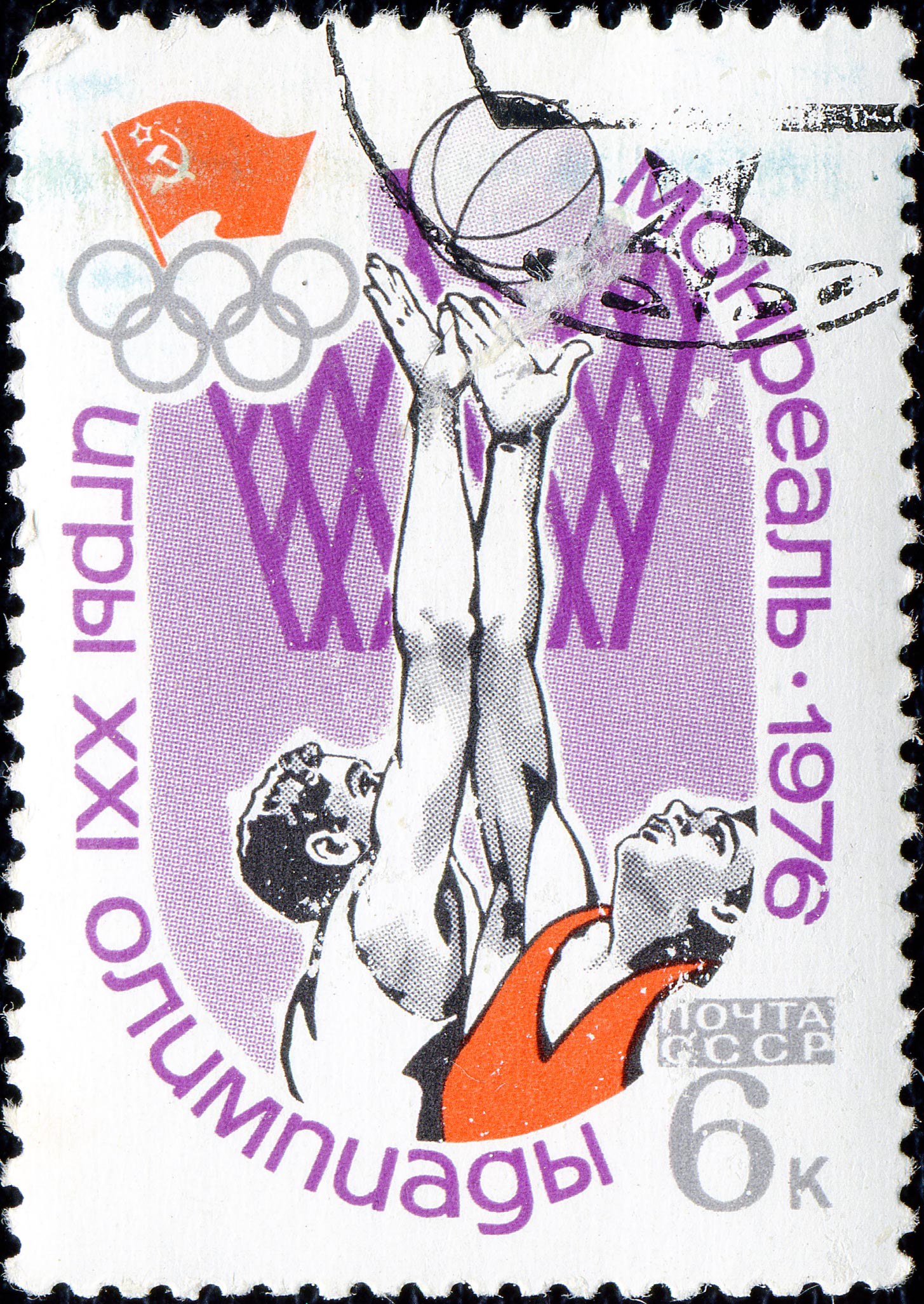

#### Жінки
| Команда        |   |   |   |     |     |      |    |
| -------------- | - | - | - | --- | --- | ---- | -- |
| СРСР           | 5 | 5 | 0 | 504 | 346 | +158 | 10 |
| США            | 5 | 3 | 2 | 415 | 417 | -2   | 8  |
| Болгарія       | 5 | 3 | 2 | 365 | 377 | -12  | 8  |
| Чехословаччина | 5 | 2 | 3 | 351 | 359 | -8   | 7  |
| Японія         | 5 | 2 | 3 | 405 | 400 | +5   | 7  |
| Канада         | 5 | 0 | 5 | 336 | 477 | -41  | 5  |

### Боротьба класична
Центр «Мезонньов», 20-24 липня.

### Веслування на байдарках і каное

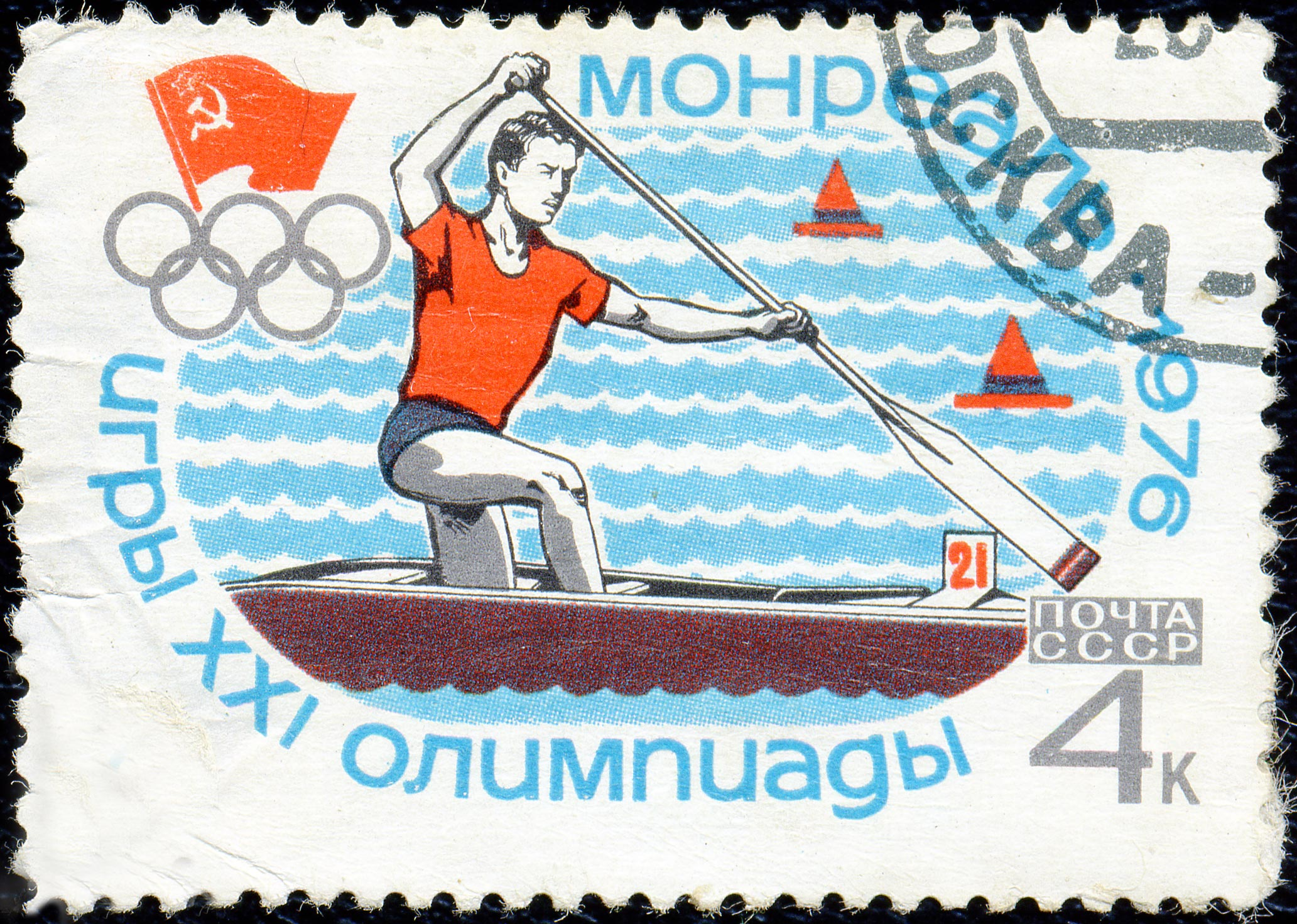

Спортсменів — 15 (12 чоловіків, 3 жінки)
За міжолімпійське чотириріччя у веслуванні на байдарках та каное відбулося чимало змін. Олімпійська програма збільшилася з 7 до 11 номерів завдяки включенню дистанції 500 м для чоловіків — байдарочників та каноїстів. Змінилося покоління провідних веслярів. Так, у радянській команді із 15 веслярів 13 були дебютантами Олімпійських ігор.Готували збірну команду СРСР до олімпійських стартів олімпійська чемпіонка, кандидат педагогічних наук А. А. Середина та заслужені тренери СРСР И. И. Писарев та В. Ф. Каверин.

### Легка атлетика

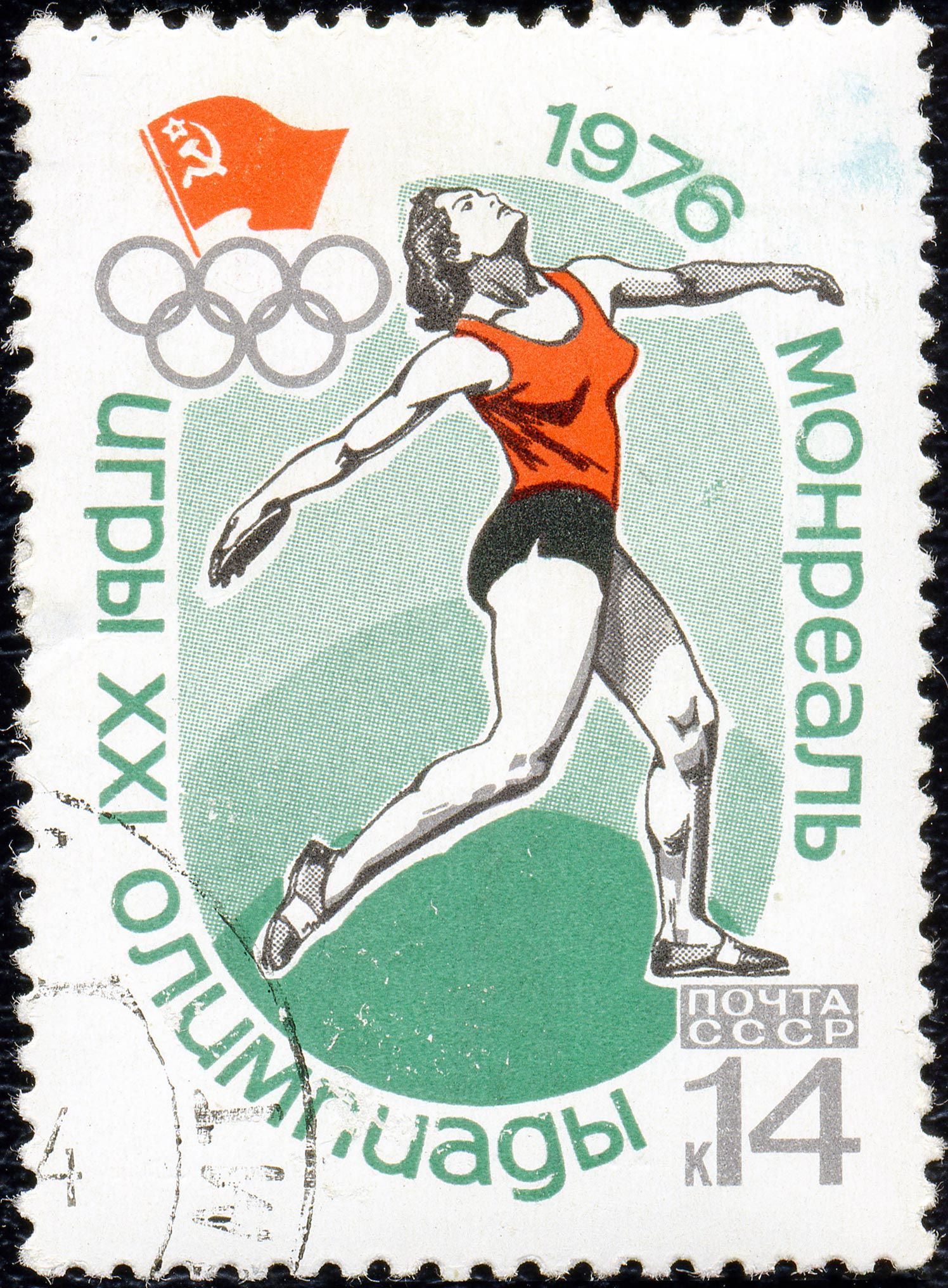

### Стрільба

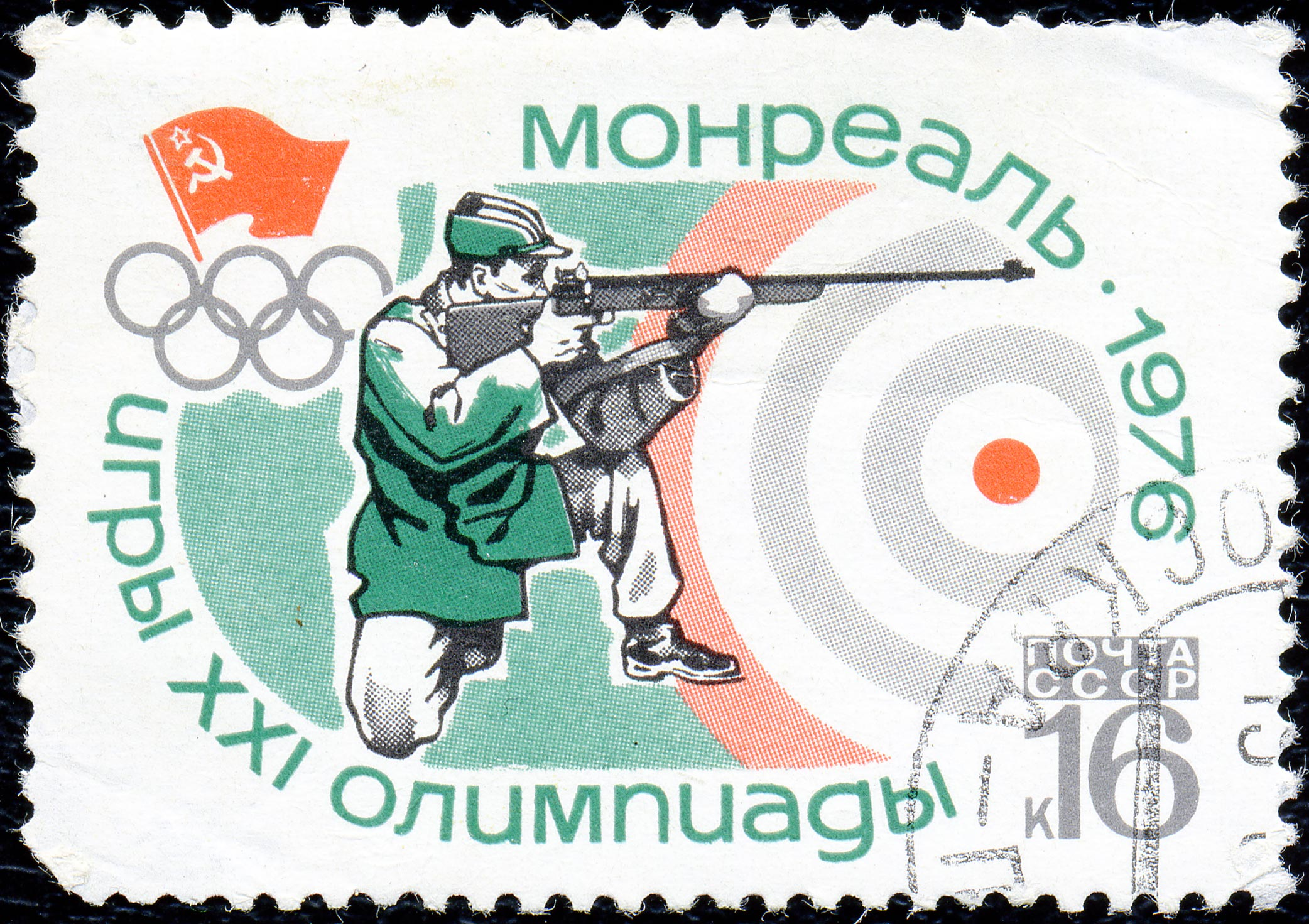

#### Чоловіки
| Спортсмен(и)                                                     | Категорія                 | Попередній етап | Попередній етап | Втішний етап | Втішний етап | Півфінал | Півфінал | Фінал   | Фінал  |
| Спортсмен(и)                                                     | Категорія                 | Час             | Місце           | Час          | Місце        | Час      | Місце    | Час     | Місце  |
| ---------------------------------------------------------------- | ------------------------- | --------------- | --------------- | ------------ | ------------ | -------- | -------- | ------- | ------ |
| Сергій Лізунов                                                   | Байдарки-одиначки, 500 м  | 1.54,14         | 2 Q             |              |              | 1.52,38  | 1 Q      | 1.49,21 | 6      |
| Олександр Шапаренко                                              | Байдарки-одиначки, 1000 м | 3.54,32         | 1 Q             |              |              | 3.45,30  | 2 Q      | 3.51,45 | 5      |
| Сергій Нагірний Володимир Романовський                           | Байдарки-двійки, 500 м    | 1.40,23         | 2 Q             |              |              | 1.38,65  | 1 Q      | 1.36,81 | </img> |
| Сергій Нагірний Володимир Романовський                           | Байдарки-двійки, 1000 м   | 3.31,11         | 2 Q             |              |              | 3.27,23  | 2 Q      | 3.29,01 | </img> |
| Сергій Чухрай Олександр Дегтярьов Юрій Філатов Володимир Морозов | Байдарки-четвірки, 1000 м | 3.08,77         | 2 Q             |              |              | 3.13,52  | 1 Q      | 3.08,69 | </img> |
| Олександр Рогов                                                  | Каное-одиначки, 500 м     | 2.12,77         | 5               | 2.04,70      | 2 Q          | 2.06,83  | 1 Q      | 1.59,23 | </img> |
| Василь Юрченко                                                   | Каное-одиначки, 1000 м    | 4.20,44         | 1 Q             |              |              | 4.12,00  | 1 Q      | 4.12,57 | </img> |
| Сергій Петренко Олександр Виноградов                             | Каное-двійки, 500 м       | 1.58,22         | 1 Q             |              |              | 1.49,29  | 1 Q      | 1.45,81 | </img> |
| Сергій Петренко Олександр Виноградов                             | Каное-двійки, 1000 м      | 3.47,62         | 1 Q             |              |              | 3.57,32  | 1 Q      | 3.52,76 | </img> |

#### Жінки
| Спортсмен(и)             | Категорія                | Попередній етап | Попередній етап | Втішний етап | Втішний етап | Півфінал | Півфінал | Фінал   | Фінал  |
| Спортсмен(и)             | Категорія                | Час             | Місце           | Час          | Місце        | Час      | Місце    | Час     | Місце  |
| ------------------------ | ------------------------ | --------------- | --------------- | ------------ | ------------ | -------- | -------- | ------- | ------ |
| Тетяна Коршунова         | Байдарки-одиначки, 500 м | 2.11,58         | 1 Q             |              |              | 2.07,90  | 1 Q      | 2.03,07 | </img> |
| Ніна Гопова Галина Крефт | Байдарки-двійки, 500 м   | 1.57,49         | 1 Q             |              |              | 1.54,70  | 1 Q      | 1.51,15 | </img> |

6 золотих та 3 срібні медалі, 60 очок — такий внесок байдарочників та каноїстів у загальнокомандну перемогу збірної СРСР.

### Вітрильний спорт
470
| Спортсмени                             | 1     | 1       | 2     | 2       | 3     | 3       | 4     | 4       | 5     | 5       | 6     | 6       | 7     | 7       | Усього </br> окулярів </br> | Місце |
| Спортсмени                             | Місце | Окуляри | Місце | Окуляри | Місце | Окуляри | Місце | Окуляри | Місце | Окуляри | Місце | Окуляри | Місце | Окуляри | Усього </br> окулярів </br> | Місце |
| -------------------------------------- | ----- | ------- | ----- | ------- | ----- | ------- | ----- | ------- | ----- | ------- | ----- | ------- | ----- | ------- | --------------------------- | ----- |
| Віктор Потапов </br> Олександр Потапов | 2     | 3.0     | 2     | 3.0     | 15    | 21.0    | 10    | 16.0    | 4     | 8.0     | 4     | 8.0     | 13    | 19.0    | 57.0                        | 4     |

Летючий голландець
| Спортсмени                               | 1     | 1       | 2     | 2       | 3     | 3       | 4     | 4       | 5     | 5       | 6     | 6       | 7     | 7       | Усього </br> окулярів </br> | Місце |
| Спортсмени                               | Місце | Окуляри | Місце | Окуляри | Місце | Окуляри | Місце | Окуляри | Місце | Окуляри | Місце | Окуляри | Місце | Окуляри | Усього </br> окулярів </br> | Місце |
| ---------------------------------------- | ----- | ------- | ----- | ------- | ----- | ------- | ----- | ------- | ----- | ------- | ----- | ------- | ----- | ------- | --------------------------- | ----- |
| Володимир Леонтьєв </br> Валерій Зубанов | 3     | 5.7     | 11    | 17.0    | 6     | 11.7    | 5     | 10.0    | 9     | 15.0    | 11    | 17.0    | 1     | 0.0     | 59.4                        | 5     |

Солінг
| Спортсмени                                                    | 1     | 1       | 2     | 2       | 3     | 3       | 4     | 4       | 5     | 5       | 6     | 6       | 7     | 7       | Усього </br> окулярів </br> | Місце |
| Спортсмени                                                    | Місце | Окуляри | Місце | Окуляри | Місце | Окуляри | Місце | Окуляри | Місце | Окуляри | Місце | Окуляри | Місце | Окуляри | Усього </br> окулярів </br> | Місце |
| ------------------------------------------------------------- | ----- | ------- | ----- | ------- | ----- | ------- | ----- | ------- | ----- | ------- | ----- | ------- | ----- | ------- | --------------------------- | ----- |
| Борис Будніков </br> Валентин Замотайкин </br> Микола Поляков | 4     | 8.0     | 1     | 0.0     | 12    | 1.0     | DSQ   | 33.0    | 3     | 5.7     | 8     | 14.0    | 2     | 3.0     | 48.7                        | 4     |

Темпест
| Спортсмени                               | 1     | 1       | 2     | 2       | 3     | 3       | 4     | 4       | 5     | 5       | 6     | 6       | 7     | 7       | Усього </br> окулярів </br> | Місце  |
| Спортсмени                               | Місце | Окуляри | Місце | Окуляри | Місце | Окуляри | Місце | Окуляри | Місце | Окуляри | Місце | Окуляри | Місце | Окуляри | Усього </br> окулярів </br> | Місце  |
| ---------------------------------------- | ----- | ------- | ----- | ------- | ----- | ------- | ----- | ------- | ----- | ------- | ----- | ------- | ----- | ------- | --------------------------- | ------ |
| Валентин Манкін </br> Владислав Акименко | 1     | 0.0     | 4     | 8.0     | 4     | 8.0     | 3     | 5.7     | 2     | 3.0     | 3     | 5.7     | 5     | 10.0    | 30.4                        | </img> |

Торнадо
| Спортсмени                                | 1     | 1       | 2     | 2       | 3     | 3       | 4     | 4       | 5     | 5       | 6     | 6       | 7     | 7       | Усього </br> окулярів </br> | Місце |
| Спортсмени                                | Місце | Окуляри | Місце | Окуляри | Місце | Окуляри | Місце | Окуляри | Місце | Окуляри | Місце | Окуляри | Місце | Окуляри | Усього </br> окулярів </br> | Місце |
| ----------------------------------------- | ----- | ------- | ----- | ------- | ----- | ------- | ----- | ------- | ----- | ------- | ----- | ------- | ----- | ------- | --------------------------- | ----- |
| Володимир Васильєв </br> В'ячеслав Тінєєв | 11    | 17.0    | 12    | 18.0    | 8     | 14.0    | 13    | 19.0    | 10    | 16.0    | 13    | 19.0    | 7     | 13.0    | 97.0                        | 12    |

Фінн
| Спортсмен      | 1     | 1       | 2     | 2       | 3     | 3       | 4     | 4       | 5     | 5       | 6     | 6       | 7     | 7       | Усього </br> окулярів </br> | Місце  |
| Спортсмен      | Місце | Окуляри | Місце | Окуляри | Місце | Окуляри | Місце | Окуляри | Місце | Окуляри | Місце | Окуляри | Місце | Окуляри | Усього </br> окулярів </br> | Місце  |
| -------------- | ----- | ------- | ----- | ------- | ----- | ------- | ----- | ------- | ----- | ------- | ----- | ------- | ----- | ------- | --------------------------- | ------ |
| Андрій Балашов | 4     | 8.0     | 4     | 8.0     | 22    | 28.0    | 1     | 0.0     | 3     | 5.7     | 4     | 8.0     | 5     | 10.0    | 39.7                        | </img> |

### Стрибки у воду

#### Жінки
| Змагання         | Спортсмени         | Кваліфікація | Кваліфікація | Фінал     | Фінал  |
| Змагання         | Спортсмени         | Результат    | Місце        | Результат | Місце  |
| ---------------- | ------------------ | ------------ | ------------ | --------- | ------ |
| Вишка, 10 метрів | Олена Вайцехівська | 370,05       | 6 (Q)        | 406,59    | </img> |

### Важка атлетика
Турнір важкоатлетів проводився у спеціально переобладнаному Льодовому палаці «Сен-Мішель арена», 18—22 та 24—27 липня.
Спортсменів — 9
Головний тренер збірної — І. С. Кудюков
| Спортсмен          | Категория    | Масса, кг |   | Рывок | Рывок | Рывок | Рывок | Рывок |       | Толчок | Толчок | Толчок | Толчок | Толчок | Всего | Место |
| Спортсмен          | Категория    | Масса, кг | М | 1     | 2     | 3     | Доп.  | М     | 1     | 2      | 3      | Доп.   |        |        | Всего | Место |
| ------------------ | ------------ | --------- | - | ----- | ----- | ----- | ----- | ----- | ----- | ------ | ------ | ------ | ------ | ------ | ----- | ----- |
| Александр Воронин  | До 52 кг     | 51,85     |   | 3     | 100,0 | 105,0 | 107,5 | —     |       | 1      | 130,0  | 135,0  | 137,5  | 141,0  | 242,5 |       |
| Николай Колесников | До 60 кг     | 59,25     | 1 | 120,0 | 125,0 | 125,0 | —     | 1     | 155,0 | 160,0  | —      | 161,5  | 285,0  |        |       |       |
| Пётр Король        | До 67,5 кг   | 67,1      | 1 | 130,0 | 135,0 | 135,0 | —     | 1     | 170,0 | 170,0  | 175,0  | —      | 305,0  |        |       |       |
| Вартан Милитосян   | До 75 кг     | 74,7      | 3 | 145,0 | 145,0 | 150,0 | —     | 2     | 185,0 | 185,0  | 192,5  | —      | 330,0  |        |       |       |
| Валерий Шарий      | До 82,5 кг   | 81,7      | 1 | 157,5 | 162,5 | 162,5 | —     | 1     | 192,5 | 197,5  | 202,5  | —      | 365,0  |        |       |       |
| Давид Ригерт       | До 90 кг     | 89,35     | 1 | 165,0 | 165,0 | 170,0 | —     | 1     | 202,5 | 212,5  | 212,5  | 221,5  | 382,5  |        |       |       |
| Сергей Полторацкий | До 90 кг     | 89,60     | — | 162,5 | 162,5 | 162,5 | —     | —     | —     | —      | —      | —      | —      | —      |       |       |
| Юрий Зайцев        | До 110 кг    | 107,95    | 4 | 165,0 | 170,0 | 170,0 | —     | 1     | 215,0 | 215,0  | 220,0  | —      | 385,0  |        |       |       |
| Василий Алексеев   | Свыше 110 кг | 156,80    | 1 | 175,0 | 180,0 | 185,0 | —     | 1     | 230,0 | 255,0  | —      | —      | 440,0  |        |       |       |

Таким чином, радянські важкоатлети, завоювали загалом 7 золотих та 1 срібну медаль. Це найвищий показник за історію виступів радянських важкоатлетів на олімпійському помості.

### Фехтування
На олімпіаді в Монреалі радянські фехтувальники здобули 3 високі нагороди і заробили 47 очок. Чудово виступили шаблісти. У цьому змаганні радянські спортсмени зайняли весь п'єдестал пошани: Віктор Кровопусков опинився на найвищій сходинці, Володимир Назлимов посів 2-е місце, і Віктор Сідяк — 3-тє. Віктор Кровопусков — найкращий фехтувальник Олімпіади. Лише в чотирьох боях із 37 він поступився перемогою супернику. Віце-чемпіон Володимир Назлимов мав 26 перемог у 32 боях, бронзовий призер особистих змагань Віктор Сідяк програв лише шість поєдинків із 36. Успіх шаблістів розвинули рапіристки. Олена Бєлова, Валентина Ніконова, Наїля Гілязова, Валентина Сидорова та Ольга Князєва стали олімпійськими чемпіонками у командній першості. Серед 57 чоловіків-рапіристів троє радянських спортсменів фехтували у півфіналі, але у шістку пробилися лише двоє — Олександр Романьков, який завоював срібну медаль, та Василь Станкович (4-е місце). У командному турнірі радянські рапіристи посіли 4-е місце, пропустивши вперед збірні ФРН, Італії та Франції.

### Хокей на траві
У цьому виді спорту СРСР був представлений на літніх Олімпійських іграх 1976 року.